# 비타민 (채소)
비타민(vitamin) 또는 다채(-菜)는 중국 요리 등 아시아 요리에 흔히 쓰이는 채소이다. 잎채소로 먹으며, 싹을 먹기도 한다. 한국어 "다채"의 어원은 중국어 "타차이(塌菜, tācài, 탑채)"인 것으로 추정되며, 같은 낱말의 일본어식 표기인 "다사이(タアサイ)"의 영향을 받았을 가능성도 있다. 영어 "타초이(tatsoi)"의 어원은 같은 낱말의 광둥어식 발음인 "탑초이(taap3 coi3)"이다. 배추, 봄동, 라피니, 순무, 채심, 청경채 등과 함께 브라시카 라파(Brassica rapa) 종의 재배 식물이다.